# 上總ノ海路
「上總ノ海路」（かずさのうなじ、かずさのかいじ、かずさのかいろ）は、葛飾北斎の代表作『富嶽三十六景』全46図の内の一図。1831-34年（天保2-5年）頃刊行。大判錦絵。落款は「前北斎為一筆（ぜん・ほくさい・いいつ・ひつ）」。版元は永寿堂西村屋与八。

## 概要

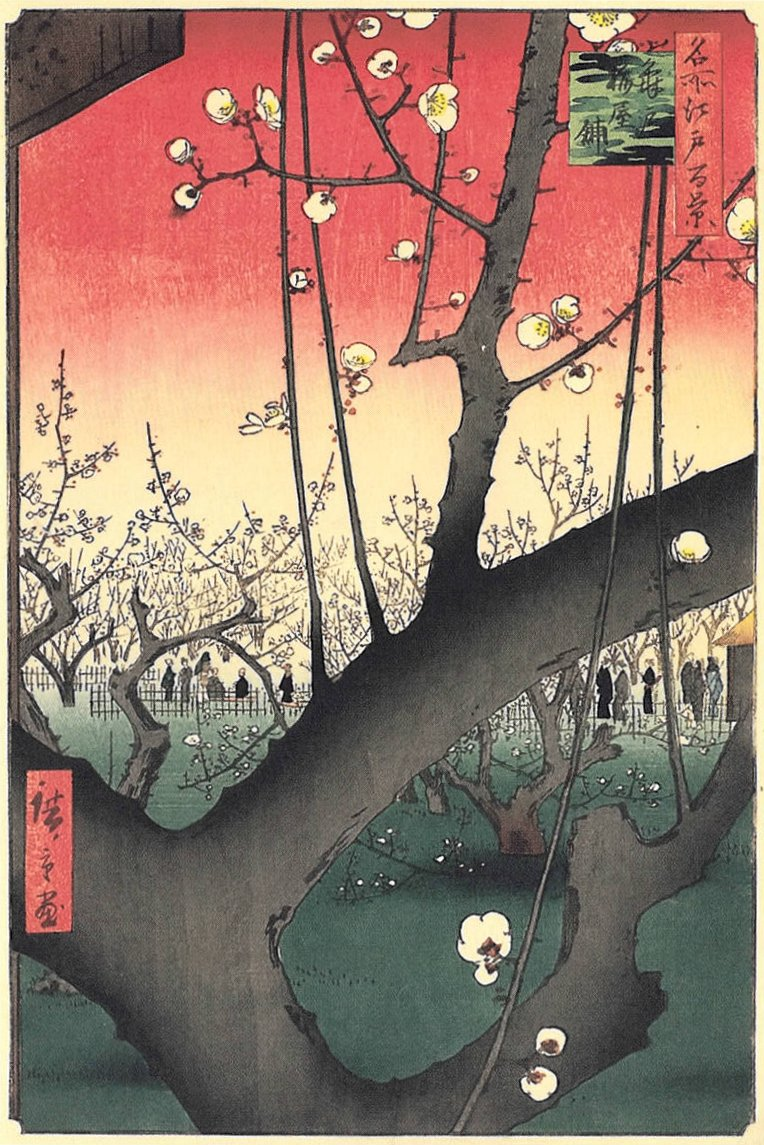
「近接拡大法」の例。歌川広重『江戸名所百景』のうち「亀戸梅屋敷」。

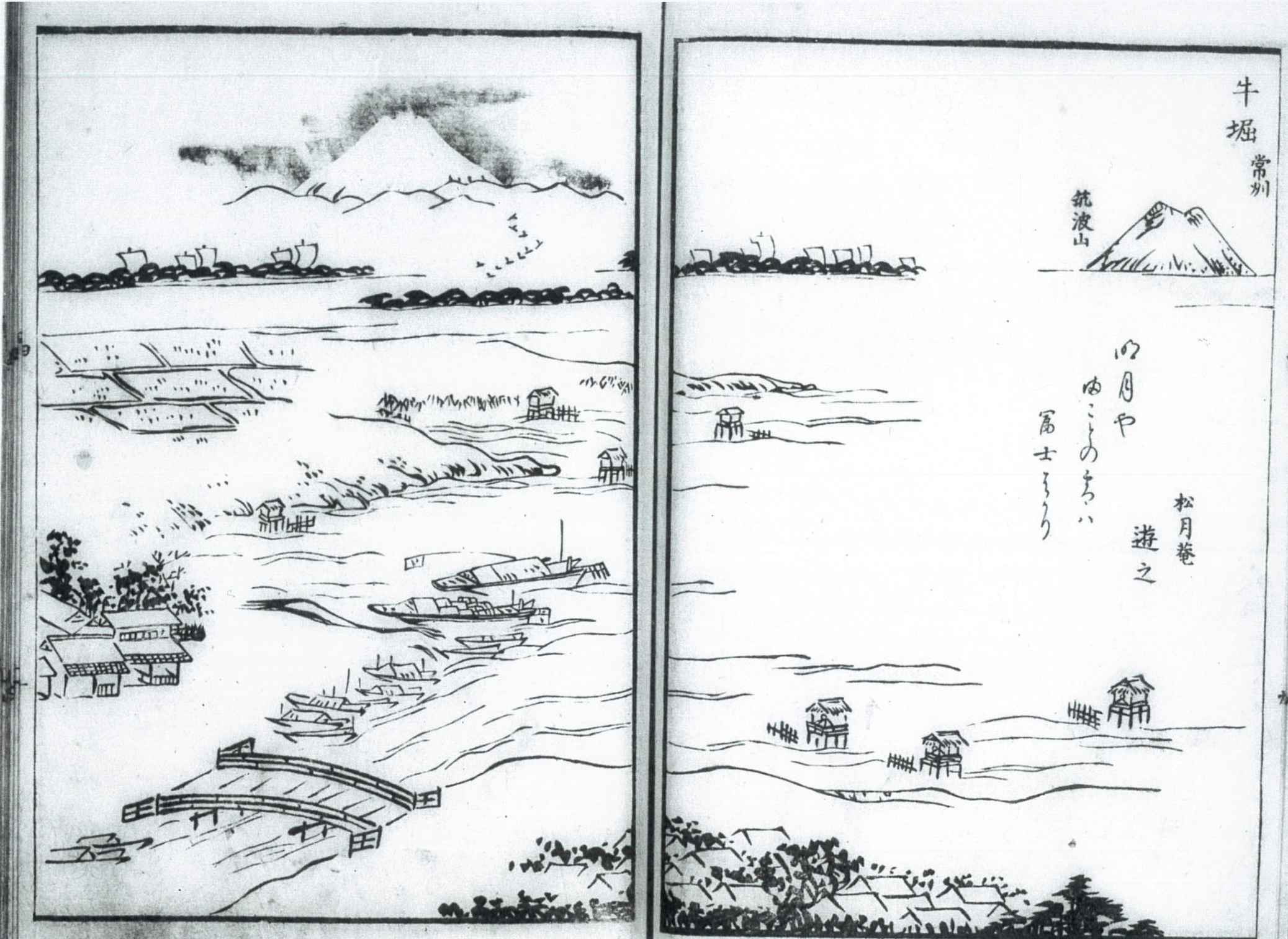
河村岷雪『百富士』巻四より「牛堀　常州」。

「上總」（上総）は現在の千葉県中央部にあたり、東京湾側に限ると、北から、千葉市、市原市、袖ケ浦市、木更津市、君津市、富津市が該当する。画題の富嶽は遠景の水平線上にあり、上総側から見ていることになる。
本図の富士の麓に伸びる陸地は富津岬と考えられることから、現在の富津市の金谷浦・湊浦付近の浦賀水道の沖合からの風景ではないかと推測される。
「五大力船」あるいは「弁財船」を近景に大きく描く「近接拡大法」を採るが、この手法は、歌川広重の『名所江戸百景』に取り入れられ、明治の油画々家高橋由一にも継承される 。
五大力船をよく見ると、2艘描かれている。近接拡大法の為、後ろの船は随分小さく見えるが、帆の張り方や船首の向きは、前面の船と同じである。2艘を同調させることによって、絵の求心力を高めている。
前面の帆と、帆柱先端と船首とを繋ぐ「筈緒（はずお）」の間から、富嶽を見せる手法は、河村岷雪の『百富士』からの援用が考えられる。
水平線は僅かに弧を描いており、左側に船の帆が10張り確認できる。遠景に船を配するのは、岷雪『百富士』の「常州牛堀」でも見られ、北斎への影響がうかがえる。
海面と空には「ベロ藍」が用いられている。海面が遠くなるにつれ、徐々に薄くし、水平線で再び濃く摺っている。空も、地表面は濃く、高位置は素地のまま、最上部で大変濃く摺り、地との際を「雑巾がけ」でぼかしている。